# 卡曼奇村 (加利福尼亞州)
卡曼奇村（英語：Camanche Village）是位於美國加利福尼亞州阿馬多爾縣的一個人口普查指定地區。

## 地理
卡曼奇村的座標為38°16′12″N 120°58′24″W / 38.27000°N 120.97333°W，而該地最高點為海拔高度84米（即276英尺）。

## 人口
根據2010年美國人口普查的數據，卡曼奇村的面積為14.122平方千米，當中陸地面積為14.083平方千米，而水域面積為0.039平方千米。當地共有人口347人，而人口密度為每平方千米24人。